# 소년 킹
「주간 소년 킹」(슈칸 소년 킹)은 소년화보사（少年画報社）가 발행한 주간 만화 잡지였다. 1963년 7월 8일에 창간되어 1982년 4월에 휴간. 같은 해 월 2회 발간의 「소년 KING」으로 잠시 복간했지만, 1988년에 다시 휴간했다. 일본에서 세 번째로 창간된 주간 소년 매거진에 앞서 소년 주간지를 창간 한 코단샤와 쇼가쿠칸 등의 대형 출판사와 달리 중소 출판사로서는 처음으로 창간된 주간 소년 잡지였다. 출판사의 자본력의 영향에서 대형 출판사에 비해 부수으로는 항상 최하위였지만, 만화계를 대표하는 쟁쟁한 멤버가 집필해 많은 명작과 히트작을 낳았으며 주간 소년 점프, 주간 소년 매거진, 주간 소년 선데이, 주간 소년 챔피언과 함께 5개의 주간 소년 잡지의 일부분을 담당하기도 했다.